# 宮原勇
宮原勇（みやはら　いさむ、1955年7月17日 -　）は、日本の哲学者。名古屋大学大学院人文学研究科名誉教授。

## 経歴
長野県生まれ。1979年京都大学文学部哲学科卒業。1985年同大学院文学研究科博士課程後期研究指導認定退学。1985年愛知県立大学文学部講師、1988年同助教授、1995年同教授、1998年同外国語学部教授。2008年名古屋大学大学院文学研究科教授。1993-94年アレクサンダー・フォン・フンボルト財団の奨学研究員としてドイツ連邦共和国に滞在する。1997年「現代哲学におけるロゴスの問題」で京都大学博士（文学）。京都大学へも非常勤講師として出講。2021年定年退職。

## 著書
- 『現象学の再構築』理想社 理想哲学選書 1988
- 『ディアロゴスの現象学 対話的言語行為の構造と原理』晃洋書房 1998
- 『図説・現代哲学で考える<心・コンピュータ・脳>』丸善 京大人気講義シリーズ　2004
- 『図説・現代哲学で考える〈表現・テキスト・解釈〉』丸善 京大人気講義シリーズ 2004

編著
- 『ハイデガー『存在と時間』を学ぶ人のために』編 世界思想社 2012

### 翻訳
- A.ゲートマン=ジーフェルト, O.ペゲラー編『ハイデガーと実践哲学』下村鍈二,竹市明弘共監訳 法政大学出版局 叢書・ウニベルシタス 2001
- ジョン・R・サール『ディスカバー・マインド! 哲学の挑戦』筑摩書房 2008
- ウテ・ビュヒター=レーマー『ファニー・メンデルスゾーン=ヘンゼル 時代に埋もれた女性作曲家の生涯』米澤孝子訳 監訳 春風社 2015

## 注
1. ↑  『現代日本人名録』2002年
2. 1 2 3 4  『宮原勇教授 略歴・業績』名古屋大学人文学研究科、2021年3月31日。doi:10.18999/jouhunu.4.39。2023年4月17日閲覧。
3. 1 2 3 4 5 6  鈴木真『宮原勇教授のご業績について』名古屋大学哲学会、2021年4月。doi:10.18999/nagpj.2021.7。2023年4月18日閲覧。